# Giải vô địch bóng đá trong nhà Đông Nam Á 2022
Giải vô địch bóng đá trong nhà Đông Nam Á 2022 (tiếng Anh: AFF Futsal Championship 2022) là mùa giải lần thứ 17 của Giải vô địch bóng đá trong nhà Đông Nam Á, giải vô địch bóng đá trong nhà của các quốc gia dưới sự kiểm soát của Liên đoàn bóng đá Đông Nam Á (AFF). Giải đấu được tổ chức từ ngày 2 đến ngày 10 tháng 4 năm 2022 tại thủ đô Băng Cốc của Thái Lan.
Đây cũng là vòng loại của Cúp bóng đá trong nhà châu Á 2022. Có ba đội giành quyền tham dự Cúp bóng đá trong nhà châu Á nếu vượt qua được vòng loại trực tiếp (bao gồm trận đấu tranh hạng ba).
Đương kim vô địch Thái Lan vô địch giải đấu sau khi đánh bại Indonesia trên loạt sút luân lưu (hoà 2–2) trong trận chung kết với tỉ số 5–1.

## Các đội tuyển tham dự
Giải đấu này không có vòng loại, tất cả các đội tuyển đều được vào vòng chung kết. Các đội tuyển sau đây từ các liên đoàn thành viên của AFF được tham dự giải đấu.
| Đội tuyển  | Liên đoàn       | Lần tham dự | Thành tích tốt nhất lần trước                                                                      |
| ---------- | --------------- | ----------- | -------------------------------------------------------------------------------------------------- |
| Úc         | LĐBĐ Úc         | Lần thứ 6   | Á quân (2007, 2013, 2014, 2015)                                                                    |
| Brunei     | HHBĐ Brunei     | Lần thứ 14  | Hạng tư (2001, 2005, 2008)                                                                         |
| Campuchia  | LĐBĐ Campuchia  | Lần thứ 6   | Hạng tư (2003,2006)                                                                                |
| Indonesia  | HHBĐ Indonesia  | Lần thứ 15  | Vô địch (2010)                                                                                     |
| Malaysia   | HHBĐ Malaysia   | Lần thứ 17  | Á quân (2003, 2005, 2010, 2017, 2018)                                                              |
| Myanmar    | LĐBĐ Myanmar    | Lần thứ 14  | Á quân (2016)                                                                                      |
| Thái Lan   | HHBĐ Thái Lan   | Lần thứ 16  | Vô địch (2001, 2003, 2005, 2006, 2007, 2008, 2009, 2012, 2013, 2014, 2015, 2016, 2017, 2018, 2019) |
| Đông Timor | LĐBĐ Đông Timor | Lần thứ 10  | Hạng tư (2016)                                                                                     |
| Việt Nam   | LĐBĐ Việt Nam   | Lần thứ 14  | Á quân (2009, 2012)                                                                                |

| Không tham dự | Không tham dự | Không tham dự |
| ------------- | ------------- | ------------- |
| Lào           | Philippines   | Singapore     |

## Địa điểm
| Băng Cốc            |
| ------------------- |
| Nhà thi đấu Huamark |
| Sức chứa: 15.000    |
|                     |

## Bốc thăm
Lễ bốc thăm chia bảng được tổ chức vào ngày 21 tháng 2 năm 2022 tại trụ sở của AFF ở Kuala Lumpur, Malaysia.
| Nhóm 1            | Nhóm 2           | Nhóm 3               | Nhóm 4       | Nhóm 5 |
| ----------------- | ---------------- | -------------------- | ------------ | ------ |
| Thái Lan Việt Nam | Malaysia Myanmar | Indonesia Đông Timor | Úc Campuchia | Brunei |

## Vòng bảng
Tất cả các trận đấu được diễn ra ở Thái Lan. Thời gian được liệt kê là UTC+7.

### Bảng A
| VT | Đội          | ST | T | H | B | BT | BB | HS  | Đ  | Giành quyền tham dự |
| -- | ------------ | -- | - | - | - | -- | -- | --- | -- | ------------------- |
| 1  | Thái Lan (H) | 4  | 3 | 1 | 0 | 35 | 4  | +31 | 10 | Bán kết             |
| 2  | Indonesia    | 4  | 3 | 1 | 0 | 30 | 5  | +25 | 10 | Bán kết             |
| 3  | Malaysia     | 4  | 2 | 0 | 2 | 20 | 15 | +5  | 6  |                     |
| 4  | Campuchia    | 4  | 0 | 1 | 3 | 10 | 36 | −26 | 1  |                     |
| 5  | Brunei       | 4  | 0 | 1 | 3 | 2  | 37 | −35 | 1  |                     |

| Malaysia                                                                             | 7–6      | Campuchia                                                                            |
| ------------------------------------------------------------------------------------ | -------- | ------------------------------------------------------------------------------------ |
| - Sichamroeun 1' (l.n.), 29' (l.n.) - Effendy 9', 39' - Nizam 19' - Haniffa 23', 32' | Chi tiết | - Sereyvong 6', 25' - Sichamroeun 17' - Diamant 18' - Chanmony 33' - Sothydaroth 40' |

| Thái Lan | 13–0     | Brunei |
| --- | -------- | ------ |
| - Aransanyalak 1' - Kittipanuwong 5' - Wongkaeo 9', 23', 40' - Chaemcharoen 13' - Abd Khaaliq 13' (l.n.) - Kaewwilai 17', 34' - Jungwongsuk 22' - Aiman Amin 25' (l.n.) - Osamanmusa 37', 38' | Chi tiết |        |

| Brunei | 0–12     | Indonesia |
| ------ | -------- | --- |
|        | Chi tiết | - Soumilena 2', 3' - Pangestu 5' - Sunny 7' - Syauqi 13', 20' - Runtuboy 19', 33' - Ardiansyah N. 21' - Dewa 27', 34' - Khalil 39' (l.n.) |

| Campuchia | 0–16     | Thái Lan |
| --------- | -------- | --- |
|           | Chi tiết | - Osamanmusa 5', 6', 12', 14' - Wongkaeo 7' - Jungwongsuk 12', 18' - Adsadawut 14' - Aransanyalak 18' - Kaewwilai 21', 23', 30' - Chaemcharoen 23' - Supakorn 24' - Kittipanuwong 38', 38' |

| Indonesia                                                  | 5–1      | Malaysia      |
| ---------------------------------------------------------- | -------- | ------------- |
| - Soumilena 21', 35' - Firman 28' - Ardiansyah N. 29', 29' | Chi tiết | - Ridzwan 22' |

| Brunei                           | 2–2      | Campuchia                          |
| -------------------------------- | -------- | ---------------------------------- |
| - Zairul 20' - Sopath 34' (l.n.) | Chi tiết | - Chanmony 20' - Khalil 10' (l.n.) |

| Malaysia | 10–0     | Brunei |
| --- | -------- | ------ |
| - Ekmal 8', 34' - Jumatatulaleshahrezan 18' (l.n.) - Sufri 21', 22' - Farhan 33' - Haniffa 33' - Joshua 37', 37' - Aidil 38' | Chi tiết |        |

| Indonesia                         | 2–2      | Thái Lan              |
| --------------------------------- | -------- | --------------------- |
| - Soumilena 1' - Ardiansyah N. 5' | Chi tiết | - Osamanmusa 11', 35' |

| Campuchia                   | 2–11     | Indonesia |
| --------------------------- | -------- | --- |
| - Sirotha 8' - Chanmony 19' | Chi tiết | - Runtuboy 6', 22', 31', 36' - Iqbal 12' - Syauqi 21', 21', 22' - Marvin 28' - Diamant 30' (l.n.) - Soumilena 37' |

| Thái Lan                                              | 4–2      | Malaysia          |
| ----------------------------------------------------- | -------- | ----------------- |
| - Maneepetch 7' - Phalaphruek 29', 34' - Wongkaeo 39' | Chi tiết | - Farhan 12', 27' |

### Bảng B
| VT | Đội        | ST | T | H | B | BT | BB | HS  | Đ | Giành quyền tham dự |
| -- | ---------- | -- | - | - | - | -- | -- | --- | - | ------------------- |
| 1  | Myanmar    | 3  | 2 | 1 | 0 | 17 | 5  | +12 | 7 | Bán kết             |
| 2  | Việt Nam   | 3  | 2 | 1 | 0 | 13 | 3  | +10 | 7 | Bán kết             |
| 3  | Úc         | 3  | 1 | 0 | 2 | 9  | 15 | −6  | 3 |                     |
| 4  | Đông Timor | 3  | 0 | 0 | 3 | 8  | 24 | −16 | 0 |                     |

| Việt Nam            | 1–1      | Myanmar             |
| ------------------- | -------- | ------------------- |
| - Nhan Gia Hưng 13' | Chi tiết | - Myo Myint Soe 27' |

| Đông Timor                                                      | 4–7      | Úc                                                                             |
| --------------------------------------------------------------- | -------- | ------------------------------------------------------------------------------ |
| - Fernandes 5' - Xinenes 8' - Mesquita 13' - Sweedan 20' (l.n.) | Chi tiết | - Fornito 4' - Shervin 10', 29' - Rathjen 18' - Rogan 24', 35' - Guerreiro 25' |

| Úc           | 1–6      | Myanmar                                                                                                |
| ------------ | -------- | --- |
| - Haddad 10' | Chi tiết | - Thyne Phwet Aung 4', 32' - Aung Zin Oo 16' - Hein Min Soe 24' - Nyein Min Soe 25' - Niski 27' (l.n.) |

| Đông Timor    | 1–7      | Việt Nam |
| ------------- | -------- | --- |
| - Cesario 17' | Chi tiết | - Nguyễn Thịnh Phát 1', 20' - Trần Thái Huy 19' - Lê Quốc Nam 23' - Nguyễn Văn Hiếu 23', 28' - Nguyễn Minh Trí 30' |

| Việt Nam                                                                                    | 5–1      | Úc                    |
| ------------------------------------------------------------------------------------------- | -------- | --------------------- |
| - Nguyễn Thịnh Phát 13', 34' - Trần Thái Huy 20' - Châu Đoàn Phát 35' - Nguyễn Văn Hiếu 38' | Chi tiết | - Fornito 27' (ph.đ.) |

| Myanmar | 10–3     | Đông Timor                                    |
| --- | -------- | --------------------------------------------- |
| - Lin Tun Kyaw 7' - Hlaing Min Tun 8', 12', 14', 34' - Thyne Phwet Aung 9' - Myo Thet Aung 9', 13' - Myo Myint Soe 21' - Wai Zin Oo 27' | Chi tiết | - Guterres 13' - Mesquita 19' - Fernandes 23' |

## Vòng đấu loại trực tiếp

### Sơ đồ
|  | Bán kết               | Bán kết      |                       |      | Chung kết | Chung kết |
|  |                       |              |                       |      |           |           |
|  | 8 tháng 4 – Băng Cốc  |              |                       |      |           |           |
|  |                       |              |                       |      |           |           |
|  | Myanmar               | 1            |                       |      |           |           |
|  | Myanmar               | 1            | 10 tháng 4 – Băng Cốc |      |           |           |
|  | Indonesia             | 6            |                       |      |           |           |
|  | Indonesia             | 6            | Indonesia             | 2(3) |           |           |
|  | 8 tháng 4 – Băng Cốc  |              | Indonesia             | 2(3) |           |           |
|  |                       | Thái Lan (p) | 2(5)                  |      |           |           |
|  | Thái Lan              | Thái Lan (p) | 2(5)                  | 3    |           |           |
|  | Thái Lan              |              |                       | 3    |           |           |
|  | Việt Nam              | 1            |                       |      |           |           |
|  | Việt Nam              | 1            | Tranh hạng ba         |      |           |           |
|  |                       |              |                       |      |           |           |
|  | 10 tháng 4 – Băng Cốc |              |                       |      |           |           |
|  |                       |              |                       |      |           |           |
|  | Myanmar               | 1(1)         |                       |      |           |           |
|  | Myanmar               | 1(1)         |                       |      |           |           |
|  | Việt Nam (p)          | 1(4)         |                       |      |           |           |

### Các trận đấu

#### Bán kết
Đội chiến thắng sẽ giành vé tham dự Cúp bóng đá trong nhà châu Á 2022.
| Myanmar              | 1–6      | Indonesia                                                                  |
| -------------------- | -------- | -------------------------------------------------------------------------- |
| - Hlaing Min Tun 37' | Chi tiết | - Syauqi 17' - Soumilena 23' - Runtuboy 25', 35' - Guntur 40' - Firman 40' |

| Thái Lan                             | 3–1      | Việt Nam              |
| ------------------------------------ | -------- | --------------------- |
| - Osamanmusa 21', 36' - Wongkaeo 40' | Chi tiết | - Nguyễn Minh Trí 32' |

#### Tranh hạng ba
Đội chiến thắng sẽ giành vé tham dự Cúp bóng đá trong nhà châu Á 2022.
| Myanmar                                       | 1–1      | Việt Nam                                                         |
| --------------------------------------------- | -------- | ---------------------------------------------------------------- |
| - Khin Zaw Lin 40'                            | Chi tiết | - Nguyễn Thịnh Phát 29'                                          |
| Loạt sút luân lưu                             |          |                                                                  |
| - Myo Myint Soe - Aung Zin Oo - Nyein Min Soe | 1–4      | - Trần Văn Vũ - Phạm Đức Hòa - Khổng Đình Hùng - Nguyễn Minh Trí |

#### Chung kết
| Indonesia                                    | 2–2 (s.h.p.) | Thái Lan                                                              |
| -------------------------------------------- | ------------ | --------------------------------------------------------------------- |
| - Soumilena 8' - Runtuboy 25'                | Chi tiết     | - Aransanyalak 39' - Osamanmusa 40'                                   |
| Loạt sút luân lưu                            |              |                                                                       |
| - Firman - Runtuboy - Syauqi - Ardiansyah N. | 3–5          | - Osamanmusa - Jungwongsuk - Kittipanuwong - Aransanyalak - Kaewwilai |

## Thống kê

### Cầu thủ ghi bàn
Đã có 161 bàn thắng ghi được trong 20 trận đấu, trung bình 8.05 bàn thắng mỗi trận đấu.
11 bàn thắng
- Muhammad Osamanmusa

9 bàn thắng
- Ardiansyah Runtuboy

8 bàn thắng
- Evan Soumelina

6 bàn thắng
- Syauqi Saud
- Kritsada Wongkaeo

5 bàn thắng
- Hlaing Min Tun
- Peerapat Kaewwilai
- Nguyễn Thịnh Phát

4 bàn thắng
- Ardiansyah Nur

3 bàn thắng
- Chanmony Tong
- Abu Haniffa Hasan
- Muhammad Farhan Anuar
- Thyne Phwet Aung
- Panat Kittipanuwong
- Ronnachai Jungwongsuk
- Krit Aransanyalak

2 bàn thắng
- Nicholas Rathjen
- Scott Rogan
- Shervin Adeli
- Orkchan Sereyvong
- Dewa Rizki
- Firman Ardiansyah
- Khairul Effendy
- Joshua Lee
- Mohamad Shufri Shamil
- Muhammad Ekmal Shahrin
- Myo Myint Soe
- Myo Thet Aung
- Apiwat Chaemcharoen
- Sarawut Phalaphruek
- Mesquita Joaquim
- Miguel Fernandes
- Nguyễn Văn Hiếu
- Trần Thái Huy
- Nguyễn Minh Trí

1 bàn thắng
- Anthony Haddad
- Daniel Fornito
- Jordan Guerreiro
- Zairul Hazmin Saifuddin
- Ros Sichamroeun
- Diamant Prum
- Sothydaroth Lun
- Ros Sirotha
- Marvin Alexa
- Mochammad Iqbal Rahamtullah
- Rio Pangestu
- Sunny Rizky
- Guntur Sulistyo
- Muhammad Aidil Rosli
- Ridzwan Bakri
- Saiful Nizam Ali
- Aung Zin Oo
- Hein Min Soe
- Lin Tun Kyaw
- Nyein Min Soe
- Wai Zin Oo
- Khin Zaw Lin
- Adsadawut Jangkot
- Supakorn Bovonratcadakul
- Sarawut Phalaphruek
- Bendito Xinenes
- Cesario Silvano
- Venceslau Fatima Guterres
- Nhan Gia Hưng
- Châu Đoàn Phát
- Lê Quốc Nam

1 bàn phản lưới nhà
- Ahmed Sweeden (trong trận gặp Đông Timor)
- Dylan Niski (trong trận gặp Myanmar)
- Jumatatulaleshahrezan Metali  (trong trận gặp Indonesia)
- Muhd Abd Khaaliq (trong trận gặp Thái Lan)
- Muhammad Aiman Amin (trong trận gặp Thái Lan)
- Diamant Prum (trong trận gặp Indonesia)
- Duk Sopath (trong trận gặp Brunei)

2 bàn phản lưới nhà
- Khalil Saab  (trong trận gặp Indonesia & Campuchia)
- Ros Sichamroeun (trong trận gặp Malaysia)

### Bảng xếp hạng
| VT | Đội          | ST | T | H | B | BT | BB | HS  | Đ  | Kết quả chung cuộc  |
| -- | ------------ | -- | - | - | - | -- | -- | --- | -- | ------------------- |
| 1  | Thái Lan (H) | 6  | 4 | 2 | 0 | 40 | 7  | +33 | 14 | Vô địch             |
| 2  | Indonesia    | 6  | 4 | 2 | 0 | 38 | 8  | +30 | 14 | Á quân              |
| 3  | Việt Nam     | 5  | 2 | 2 | 1 | 15 | 7  | +8  | 8  | Hạng ba             |
| 4  | Myanmar      | 5  | 2 | 2 | 1 | 19 | 12 | +7  | 8  | Hạng tư             |
|    |              |    |   |   |   |    |    |     |    |                     |
| 5  | Malaysia     | 4  | 2 | 0 | 2 | 20 | 15 | +5  | 6  | Bị loại ở vòng bảng |
| 6  | Úc           | 3  | 1 | 0 | 2 | 9  | 15 | −6  | 3  | Bị loại ở vòng bảng |
| 7  | Campuchia    | 4  | 0 | 1 | 3 | 10 | 36 | −26 | 1  | Bị loại ở vòng bảng |
| 8  | Brunei       | 4  | 0 | 1 | 3 | 2  | 37 | −35 | 1  | Bị loại ở vòng bảng |
| 9  | Đông Timor   | 3  | 0 | 0 | 3 | 8  | 24 | −16 | 0  | Bị loại ở vòng bảng |

## Những đội đủ điều kiện tham dự Cúp bóng đá trong nhà châu Á 2022
3 đội bóng của Đông Nam Á giành quyền đến Cúp bóng đá trong nhà châu Á 2022.
| Đội bóng  | Ngày vượt qua vòng loại | Thành tích tại các Cúp bóng đá trong nhà châu Á lần trước từng tham dự1 |
| --------- | ----------------------- | ----------------------------------------------------------------------- |
| Indonesia | 8 tháng 4 năm 2022      | Vòng bảng (2002, 2003, 2004, 2005, 2006, 2008, 2010, 2012, 2014)        |
| Thái Lan  | 8 tháng 4 năm 2022      | Á quân (2008, 2012)                                                     |
| Việt Nam  | 10 tháng 4 năm 2022     | Hạng tư (2016)                                                          |

1 Các năm được in đậm là các năm mà đội đó lên ngôi vô địch. Chữ nghiêng là đội chủ nhà trong năm.

## Đối tác truyền thông
| Các nước trong khu vực quy định sở hữu bản quyền AFF Futsal Championship 2022 | Các nước trong khu vực quy định sở hữu bản quyền AFF Futsal Championship 2022 | Các nước trong khu vực quy định sở hữu bản quyền AFF Futsal Championship 2022 | Các nước trong khu vực quy định sở hữu bản quyền AFF Futsal Championship 2022 | Các nước trong khu vực quy định sở hữu bản quyền AFF Futsal Championship 2022 | Các nước trong khu vực quy định sở hữu bản quyền AFF Futsal Championship 2022 |
| Quốc gia                                                                      | Mạng phát sóng                                                                | Kênh truyền hình                                                              | Phát thanh                                                                    | Nền tảng trực tuyến                                                           | T.k                                                                           |
| ----------------------------------------------------------------------------- | ----------------------------------------------------------------------------- | ----------------------------------------------------------------------------- | ----------------------------------------------------------------------------- | ----------------------------------------------------------------------------- | ----------------------------------------------------------------------------- |
| Campuchia                                                                     | Smart Axiata                                                                  | Hang Meas HDTV                                                                | —                                                                             | —                                                                             | [ 4 ]                                                                         |
| Indonesia                                                                     | MNCTV                                                                         | MNC Sports                                                                    | —                                                                             | —                                                                             | [ 5 ]                                                                         |
| Thái Lan                                                                      | MCOT PCL                                                                      | 9 MCOT HD                                                                     | —                                                                             | —                                                                             | [ 6 ]                                                                         |
| Việt Nam                                                                      | VTVCab                                                                        | On Sports News                                                                |                                                                               | On Sports TV                                                                  | [ 7 ]                                                                         |
| Các quốc gia ngoài khu vực sở hữu bản quyền AFF Futsal Championship 2022      |                                                                               |                                                                               |                                                                               |                                                                               |                                                                               |
| Quốc tế                                                                       | Facebook                                                                      | —                                                                             | —                                                                             | Futsal Thailand - ฟุตซอล ไทยแลนด์                                               | [ 8 ]                                                                         |